# بورن (نیدرزاکسن)
بِوِرن (به آلمانی: Bevern) یک منطقهٔ مسکونی در آلمان است که در بِوِرن واقع شده‌است. بفرن ۴٬۲۱۶ نفر جمعیت دارد.